# 拉沃奇内
48°48′26″N 23°21′19″E / 48.80722°N 23.35528°E

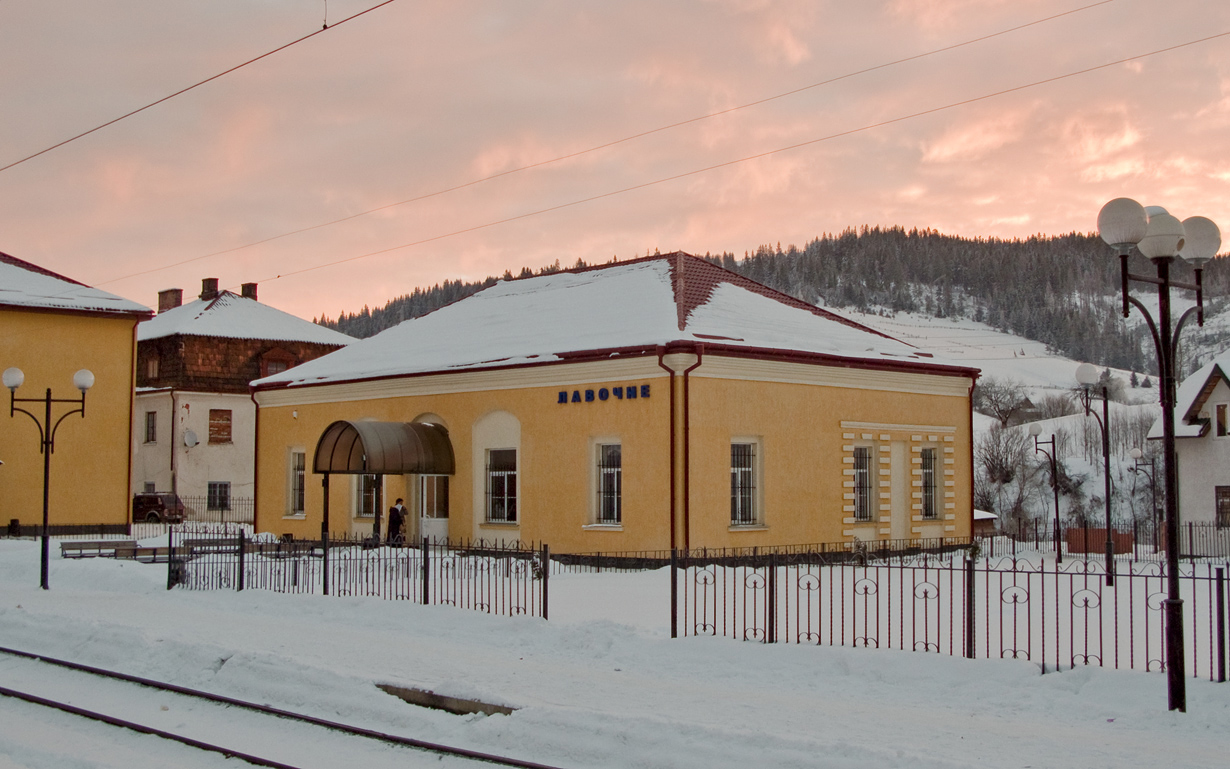
火车站

拉沃奇内（烏克蘭語：Лавочне），是烏克蘭西部利維夫州斯特雷區斯拉夫斯科市镇的村莊，處於奧皮爾河畔，始建於1591年，面積2.64平方公里，海拔高度663米，2023年人口1,190。